# Verde
Verde (en corse : Verde [ˈbɛrdɛ]) est une ancienne piève de Corse. Située dans l'est de l'île, elle relevait de la province d'Aléria sur le plan civil et du diocèse d'Aléria sur le plan religieux.

## Géographie

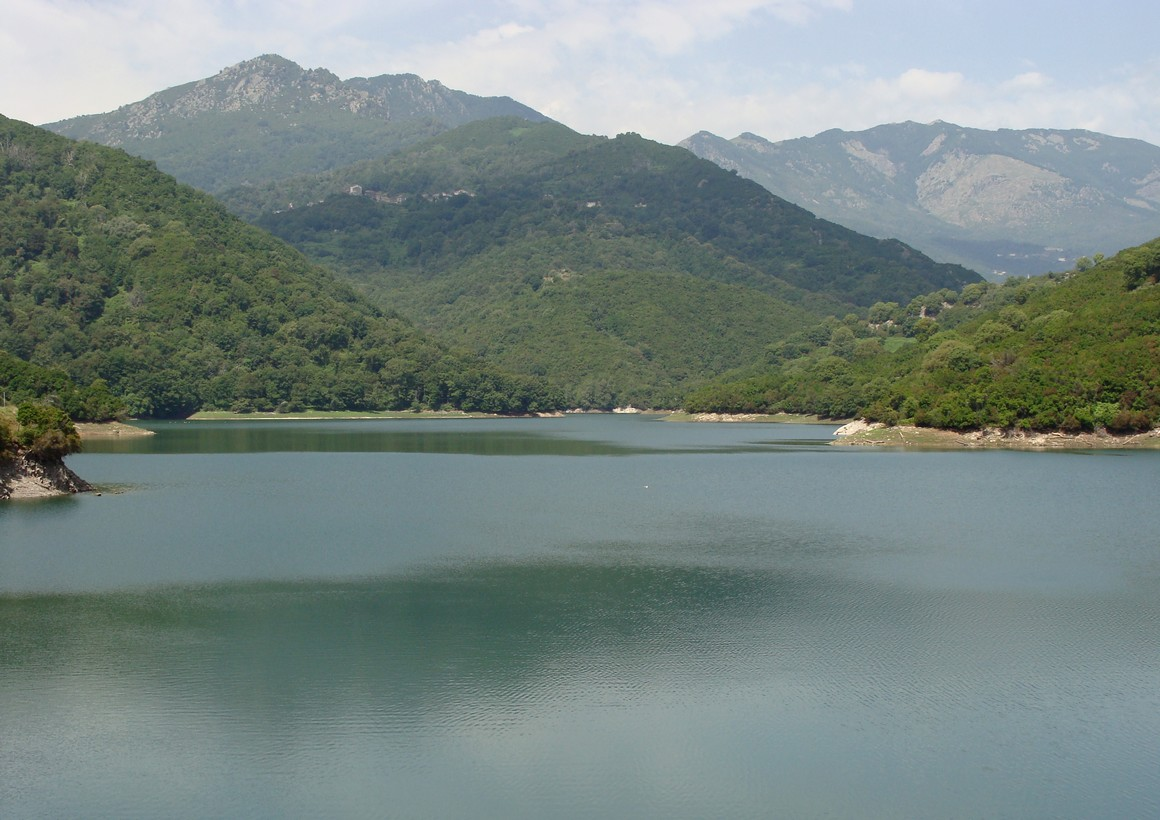
Vue du lac artificiel de l'Alesani, surplombé par Pietra-di-Verde.

### Situation et relief
La piève de Verde tire vraisemblablement son nom des schistes aux couleurs vertes qui affleurent dans les environs. Elle désigne les territoires proches de la côte situés entre les fleuves Alesani et Bravona sur les flancs du Monte Sant'Appiano. Elle est délimitée à l'ouest par la Bravona, le col de San Gavino et le Monte Alto, qui la séparent des pièves d'Alesani au nord-ouest et de la Serra à l'ouest.

### Composition
La piève de Verde correspond au territoire des actuelles communes de :
- Pietra-di-Verde ;
- Chiatra ;
- Canale-di-Verde ;
- Linguizzetta ;
- Tox ;
- Campi.

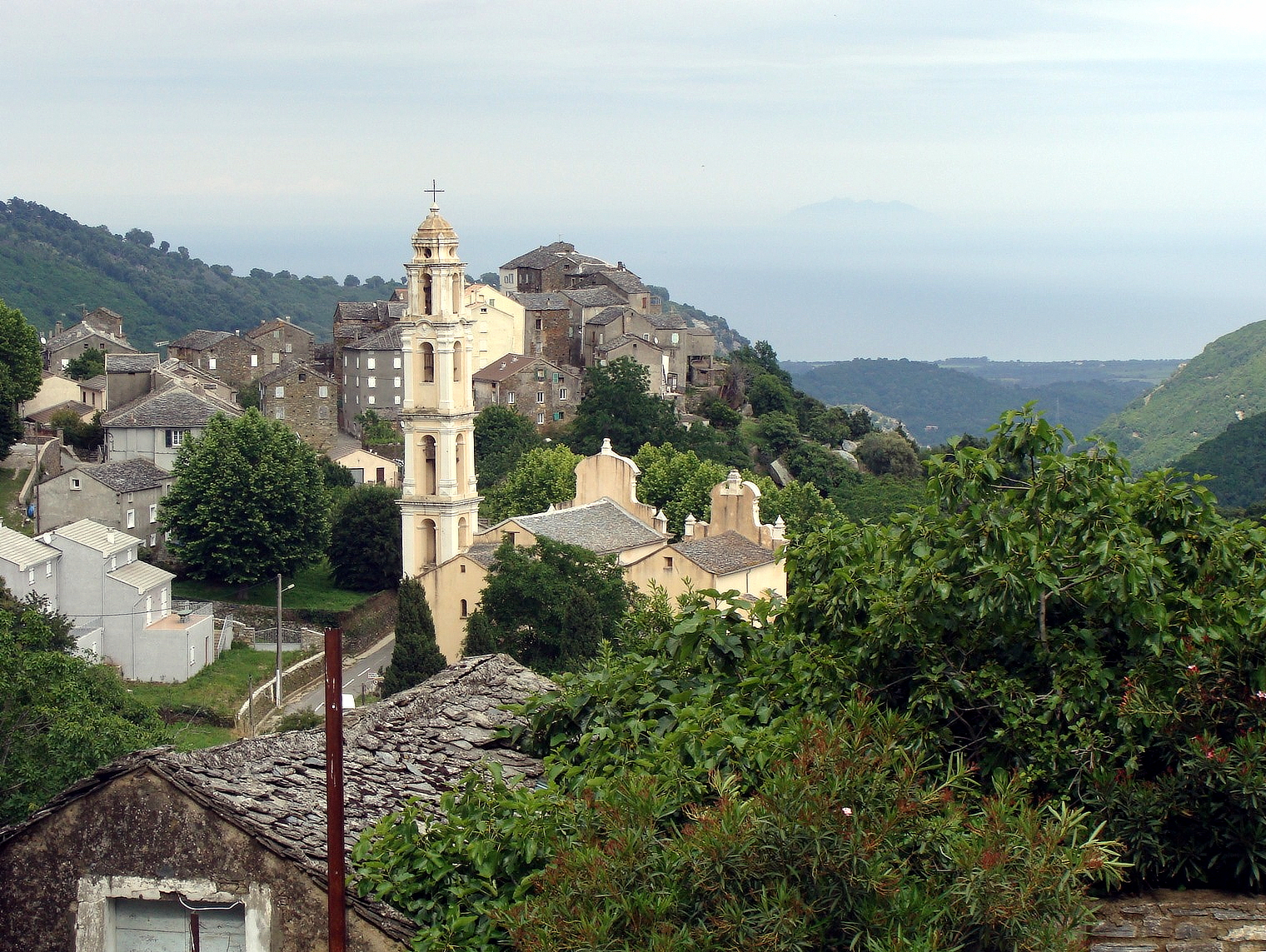
Pietra-di-Verde.
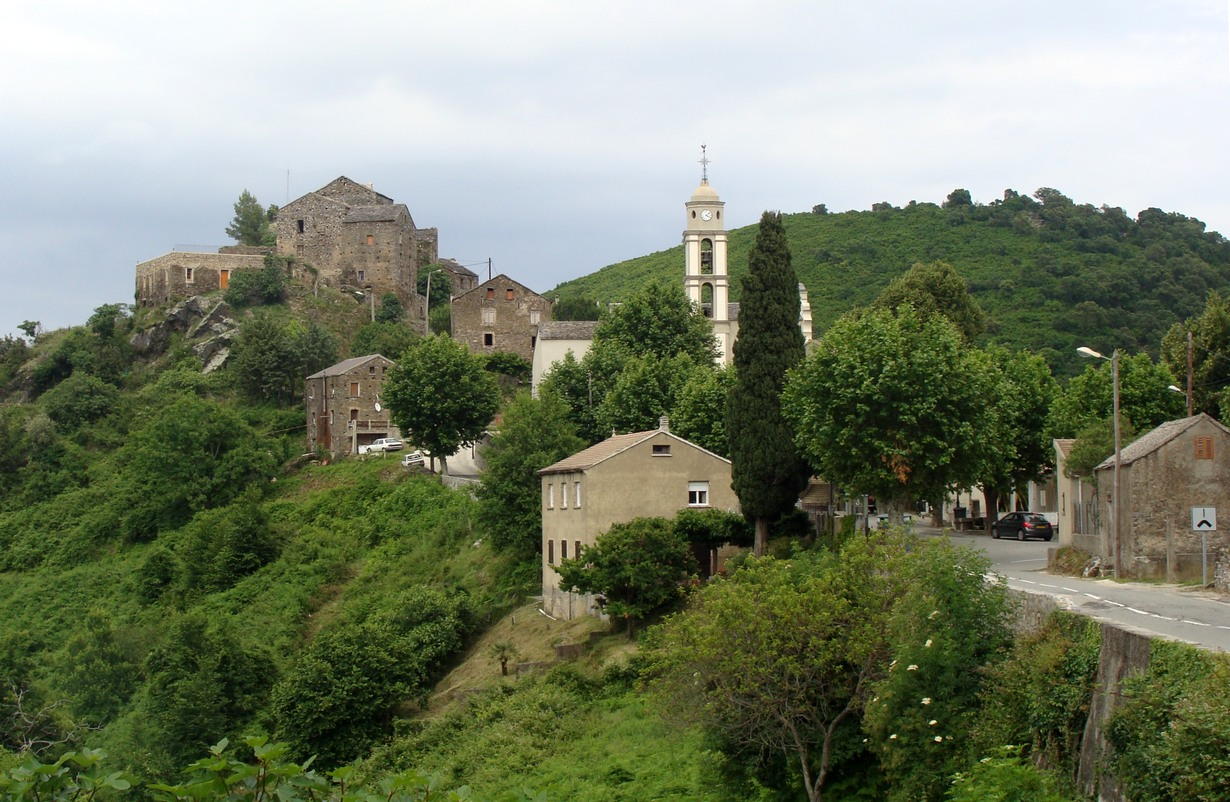
Chiatra.
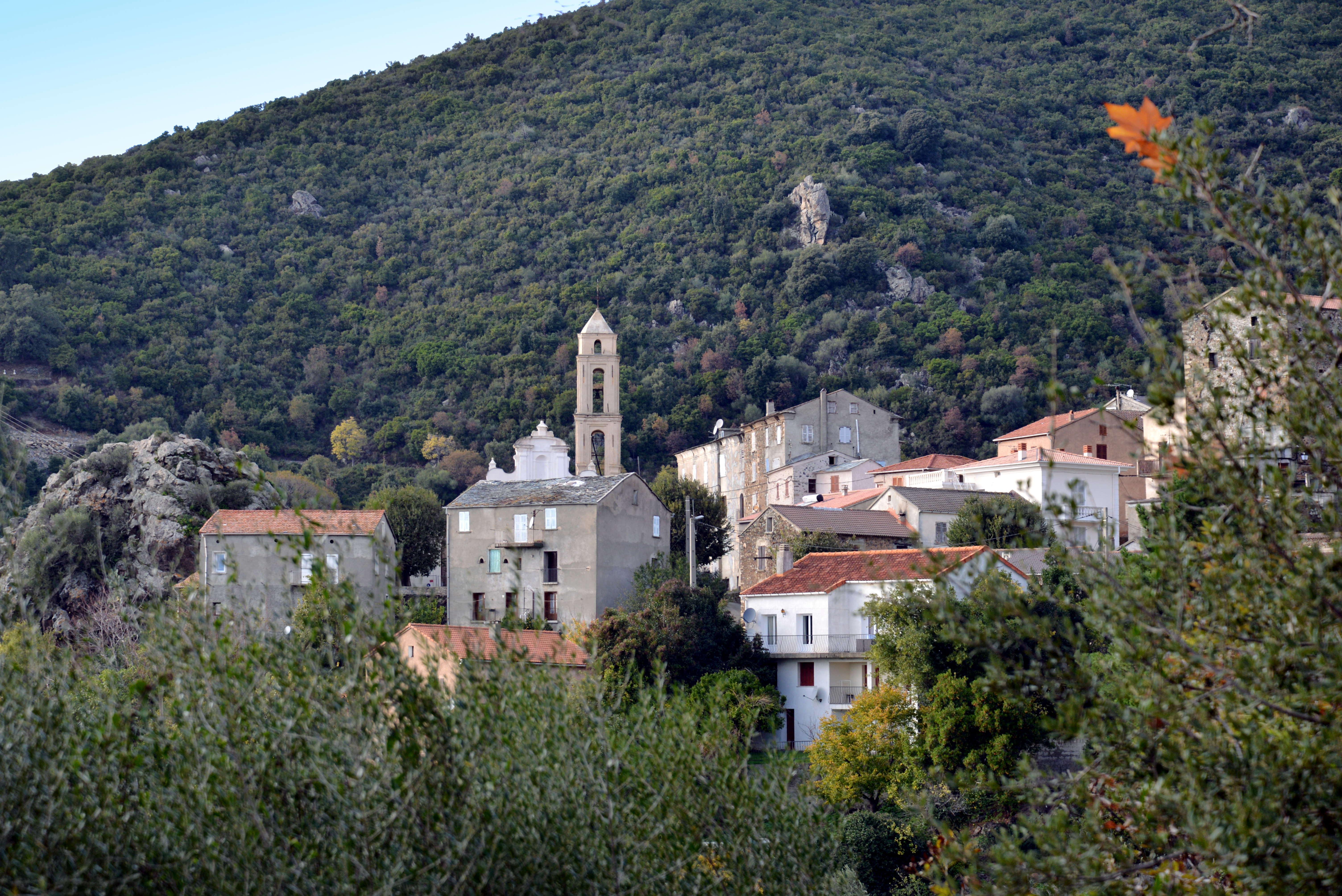
Tox.

### Pièves limitrophes
La piève de Verde avait pour pièves voisines :

## Histoire

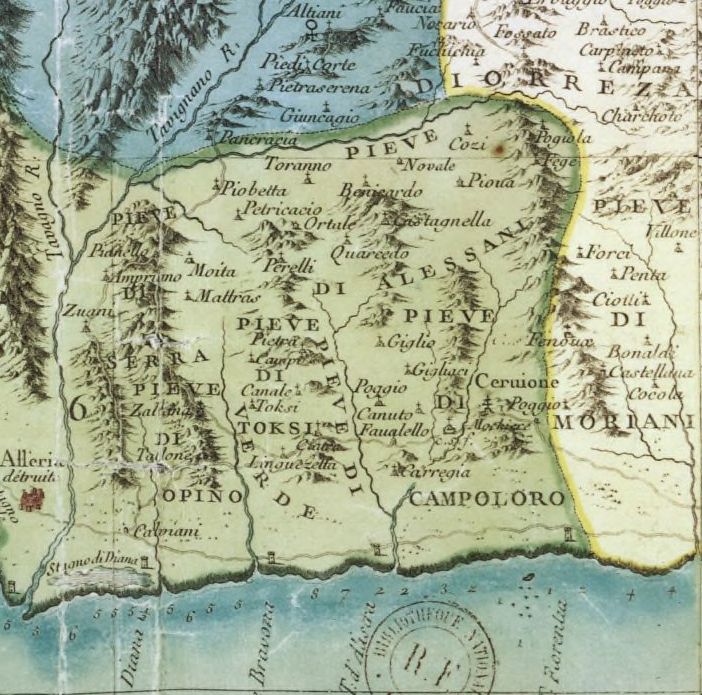
Verde sur la carte militaire de 1768

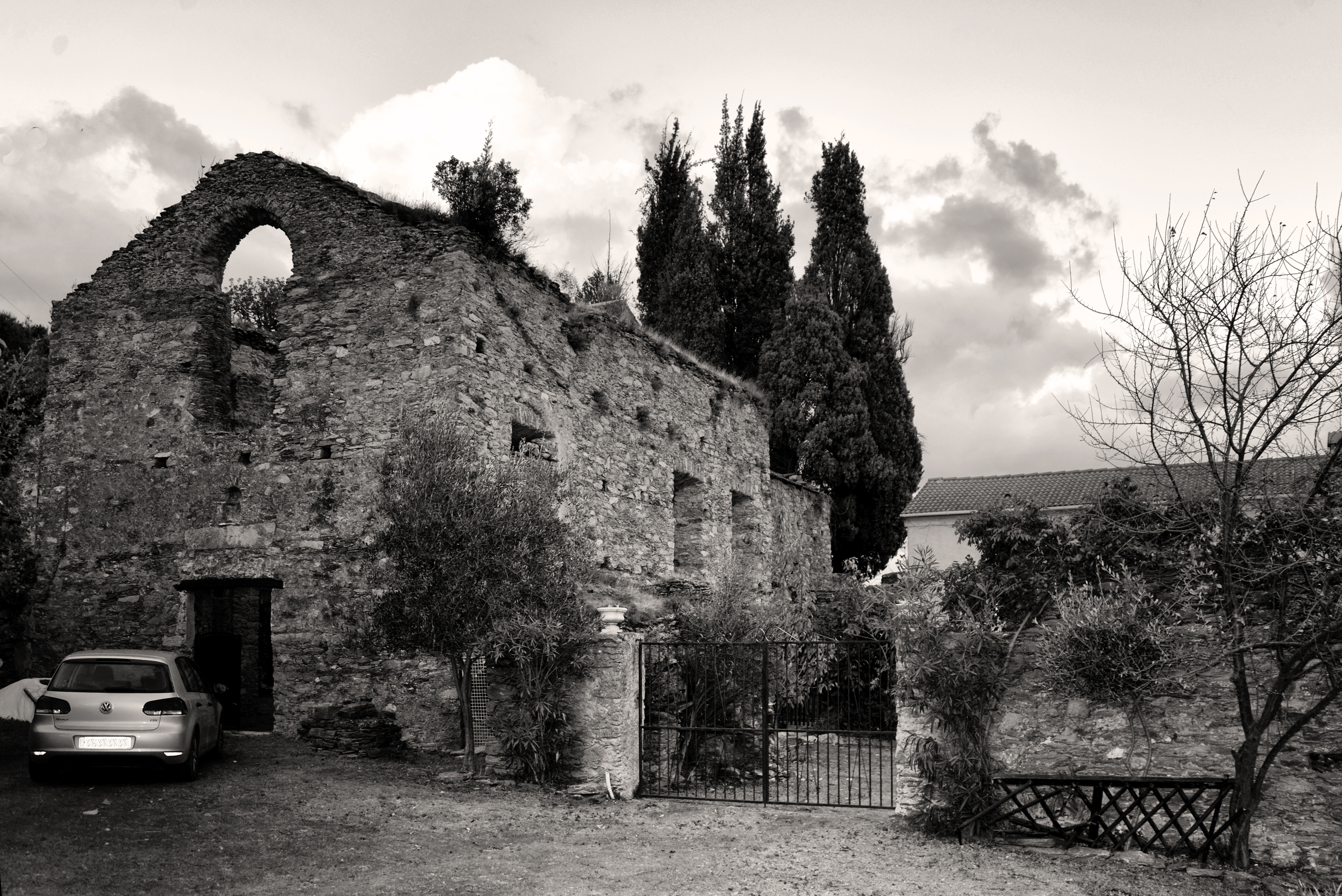
L'ancien couvent de Verde

Au XVIe siècle, la justice était rendue en Corse par le gouverneur et par d'autres fonctionnaires, dont le nombre varia suivant les époques, et qui portaient le titre de commissaire ou de lieutenant. 

« L'organisation judiciaire en Corse comprenait une sorte de tribunal suprême à fonctions diverses et qui portait le nom de Syndicat, les membres qui en faisaient partie étant les « syndics ». Ce Syndicat ne fut pas toujours composé de la même façon : il y eut d'abord des insulaires, élus par leurs compatriotes, et des Génois, désignés par le gouvernement de la République. Deux citoyens génois se réunissaient, pour former le Syndicat de l'En-deçà-des-monts, à six Corses élus à raison de deux par terziero ; leur compétence s'étendait aux juridictions de Bastia, Corte et Aléria. Mais on ne tarda pas à supprimer les syndics insulaires, de sorte que bientôt les représentants de Gênes purent seuls faire partie du Syndicat ».
La pieve de Verde se situe dans le diocèse d'Aléria où se trouvait un tribunal en matière ecclésiastique. Il en existait cinq à l'époque de Morati : Bastia, Aléria, Ajaccio, Nebbio, Sagone.
Au XVIe siècle la piève avait pour lieux habités :
- La Petra (Pietra-di-Verde),
- Iatra (Chiatra),
- Canale (Canale-di-Verde),
- Pasticciale (Pastricciale, hameau de Canale-di-Verde),
- Lo Monte (Monte, hameau de Linguizzetta),
- Linguizeta (Linguizzetta),
- Viti,
- Toxi (Tox),
- Campi (Campi).

Au début du XVIIIe siècle la piève de Verde comprenait les communautés suivantes :
- Pietra (Pietra-di-Verde) et Monticci (Monticchio, hameau de Pietra-di-Verde) (450 hab.)
- Ciattra (Chiatra) (248 hab.)
- Canale (Canale-di-Verde) (223 hab.)
- Linguizetta (Linguizzetta) et Monte (Monte, hameau de Linguizzetta (267 hab.)
- Toksi (Tox) (121 hab.)
- Campi (Campi) (120 hab.)

Pietra-di-Verde était le centre de la piève.
Le 15 mai 1768, par le traité de Versailles, Gênes charge la France d’administrer et de pacifier la Corse. Passant sous administration française, la piève de Verde devient en 1790 le canton de Verde, renommé canton de Pietra-di-Verde en 1828.

## La piève religieuse
L'église piévane de Verde était l'église de San Paulu, située sur la commune de Linguizzetta. Elle est aujourd'hui ruinée. Elle est attestée par l'existence du lieu-dit Pieve.